# Marco Baldauf (Turner)
Marco Baldauf (* 12. November 1979 in Hohenems) ist ein ehemaliger österreichischer Kunstturner. Er ist 33-facher Staatsmeister, fünffacher Weltcup-Medaillengewinner, EM-Sechster am Reck und Erfinder des nach ihm benannten Baldauf-Elements.

## Karriere
Marco Baldauf begann 1987 in seinem Stammverein, der TS Dornbirn, mit dem Turnsport. 1990 schaffte er den Sprung in den Vorarlberger Landekader. Er lernte unter anderem von dem bis 1998 in Vorarlberg angestellten ungarischen Trainer Dezsö Bordan. Unter Bordan stellte die Vorarlberger Turnerschaft drei Viertel der Nationalmannschaft.
Marco Baldauf absolvierte das Sportgymnasium in Dornbirn und verpflichtete sich anschließend als Sportsoldat im Heeres-Leistungssportzentrum des Österreichischen Bundesheeres (HSLZ), somit waren die Voraussetzungen für eine Profi-Karriere geschaffen. Parallel zum Leistungssport erwarb er den Bachelor im „Gesundheits- und Leistungssport“ sowie Lehramtsstudien in Spanisch und Sport. Während der Studienzeit in Innsbruck verlegte er sein Training vom Landessportzentrum in Dornbirn ins Leistungszentrum in Innsbruck, wo der Großteil der Turn-Nationalmannschaft trainierte. Von 2005 bis 2012 trainierte er unter Nationaltrainer Petr Koudela; in dieser Zeit erreichte Marco Baldauf seine besten internationalen Platzierungen.
Marco Baldauf war 18 Jahre im österreichischen Nationalteam, im März 2015 trat er vor Leistungssport zurück.

## Erfolge
Bis zum Karriereende 2015 beteiligte sich Marco Baldauf an elf Welt- sowie 14 Europameisterschaften, er ist 33-facher österreichischer Staatsmeister. Weltklasseniveau erreichte er an seinem Spezialgerät, dem Reck. Bei den Turn-Europameisterschaften 2008 in Lausanne wurde Marco Baldauf Neunter am Reck. Das Finale der besten Acht verpasste er um 25 Tausendstelpunkte; das war das beste EM-Ergebnis eines Österreichers seit 43 Jahren. Im Jahr 2003 wurde er im Reck-Finale des Turniers der Meister in Cottbus Dritter und holte somit die erste Medaille eines österreichischen Kunstturners im Weltcup. Bei den Kunstturn-Europameisterschaften 2010 wurde er Zehnter am Reck. Bei den Weltmeisterschaften in Rotterdam 2010 landete Marco Baldauf mit der 14.-besten Note auf Rang 19 und war der sechstbeste Europäer. Er erzielte somit Österreichs bestes WM-Resultat seit 1996 (Catalin Mircan wurde 1996 10. am Pauschenpferd). Bei den Europameisterschaften 2011 in Berlin wurde er 13. am Reck und verpasste das Finale der besten acht Turner an diesem Gerät nur um drei Zehntelpunkte. Anlässlich der WM 2011 in Tokio trat er nach jahrelanger Beschränkung auf das Reck noch einmal im Sechskampf an, um sich über den Mehrkampf der Weltmeisterschaft für Olympia 2012 in London zu qualifizieren. Baldauf zeigte eine starke Leistung, blieb aber knapp hinter seinem Teamkollegen Fabian Leimlehner, der sich den Quotenplatz für Olympia 2012 sicherte.
Bei den Turn-Europameisterschaften 2012 in Montpellier qualifizierte sich Marco Baldauf als erster Turner in der Geschichte des ÖFT für ein Geräte-Finale der besten acht. Beim Finalbewerb am Reck erschwerte ein nicht perfekt geturntes Vorauselement die Ausgangslage für den Katschow mit halber Drehung. Baldauf stürzte bei diesem Flugteil vom Gerät und belegte schlussendlich Rang 6.

## Baldauf-Element im Code de Pointage
Marco Baldauf kreierte ein neues Element am Reck, das 2015 in den offiziellen Wertungsvorschriften der FIG, dem Code de Pointage als „Baldauf“ vermerkt wurde. Es handelt sich dabei um eine „gesprungene ganze Drehung aus dem Adlerschwung in den Zwiegriff“ am Reck. Neben Marco Baldauf haben bislang drei weitere Österreicher nach ihnen benannte Turn-Elemente erfunden: Birgit Schier 1990 mit ihrer „Schier-Stemme“ am Stufenbarren, Thomas Zimmermann mit dem „Zimmermann“-Sprung und 2003 Tanja Gratt mit ihrem „Bückumschwung und Salto rückwärts über den oberen Holm am Stufenbarren“.

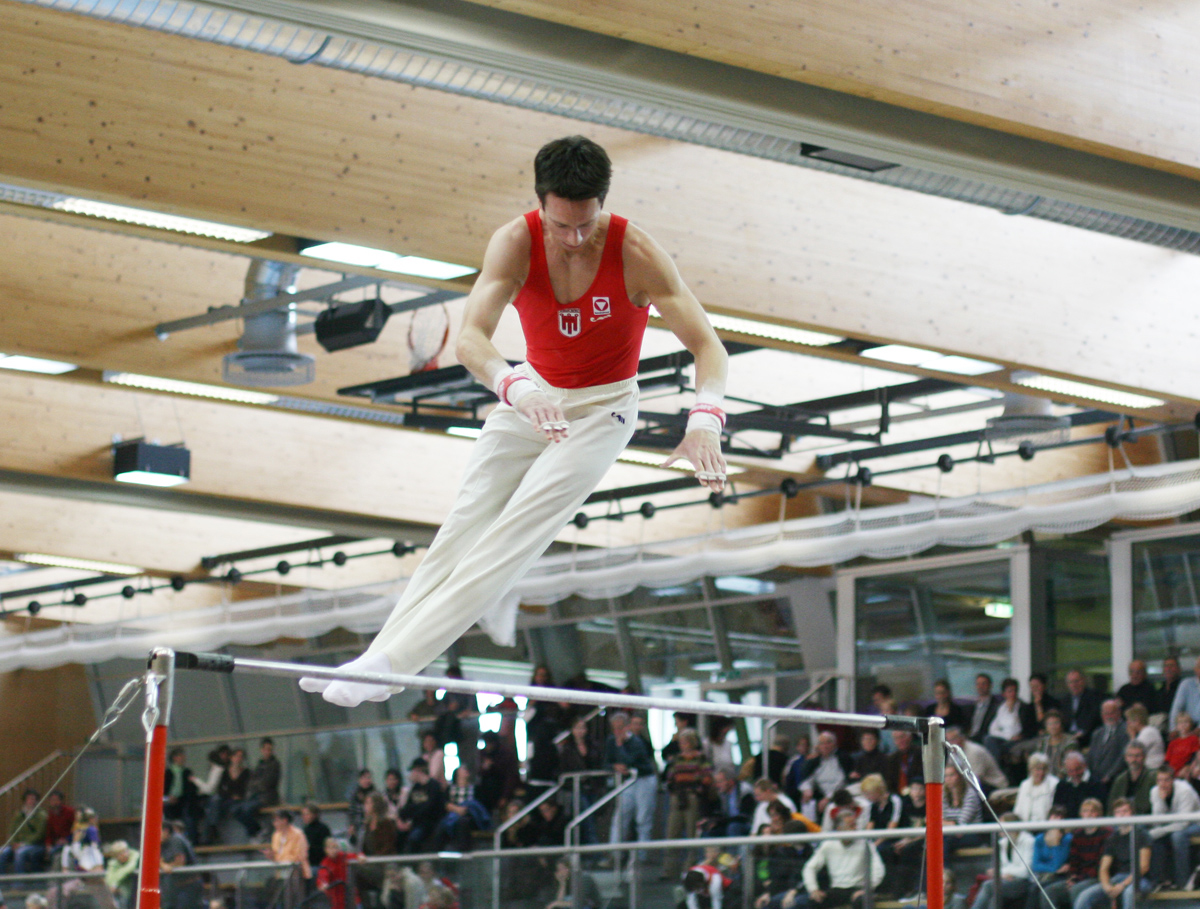
Marco Baldauf bei seiner Reck-Übung, mit der er bei den Staatsmeisterschaften 2006 in Lustenau siegte.

## Internationale Platzierungen
Reck-EM-Plätze 6 (2012), 9 (2008), 10 (2010), 13 (2011).
Reck-Gesamtweltcup-Plätze: 6 (2011), 8 (2009), 9 (2010).
Marco Baldauf erreichte zahlreiche Top-10-Platzierungen im Weltcup. Die Tabelle zeigt Platzierungen von Rang 6 aufwärts.
| Jahr, Austragungsort     | Weltcup-Platzierung | Gerät |
| ------------------------ | ------------------- | ----- |
| 2003 Cottbus             | Rang 3              | Reck  |
| 2004 La Serena           | Rang 6              | Reck  |
| 2006 Teheran             | Rang 3              | Reck  |
| 2006 Teheran             | Rang 6              | Boden |
| 2006 Gent                | Rang 5              | Reck  |
| 2007 Ostrava             | Rang 6              | Reck  |
| 2009 Cottbus             | Rang 3              | Reck  |
| 2009 Maribor             | Rang 3              | Reck  |
| 2009 Osijek              | Rang 4              | Reck  |
| 2009 Gesamt-Weltcup 2009 | Rang 8              | Reck  |
| 2010 Gent                | Rang 6              | Reck  |
| 2010 Ostrava             | Rang 2              | Reck  |
| 2010 Gesamt-Weltcup 2010 | Rang 9              | Reck  |
| 2011 FIG-Challenger Gent | Rang 4              | Reck  |
| 2011 Gesamt-Weltcup 2011 | Rang 6              | Reck  |

Marco Baldauf wurde vom Österreichischen Fachverband für Turnen 2004 und 2005 zum ÖFT-Sportler des Jahres gewählt.